# Hans-Peter Steinacher
Hans-Peter Steinacher (Zell am See, 9 de setembro de 1968) é um velejador austríaco, campeão olímpico.

## Carreira
Steinacher consagrou-se campeão olímpico ao vencer a série de regatas da classe Tornado nos Jogos Olímpicos de Verão de 2000 em Sydney e nos Jogos Olímpicos de Verão de 2004 em Atenas ao lado de Roman Hagara. Ambos também conquistaram o título de Personalidade Esportiva do Ano dado em seu país de origem, Áustria. A partir de 2015, passaram a treinar jovens velejadores austríacos da série Extreme.